# کوئنیا
کوئنیا یک زبان فراساخته از سوی تالکین است که الفها با آن سخن می‌گفتند.

## پیشینه
تالکین ساخت این زبان را از حدود ۱۹۱۰ تا ۱۹۱۱ میلادی هنگامی که هنوز دانش آموز مدرسهٔ شاه ادوارد در بیرمنگام بود آغاز کرد و دستور زبان آن را چند بار بازنویسی کرد. اما واژگان تقریباً همیشه ثابت بوده‌اند. همچنین نام زبان هم چندین بار تغییر کرد از الفین و کنیا تا نهایتاً کوئنیا.
زبان فنلاندی راهنمای خوبی برای تالکین بود هرچند که او با لاتین، یونانی، اسپانیایی و چند زبان ژرمنی باستان مانند زبان گوتیک، نورس باستان و انگلیسی باستان هم آشنایی داشت یا بعدها آشنایی پیدا کرد.
تالکین هرگر نمی‌خواست زبان کوئنیا به عنوان زبان میانجی جهانی در زندگی روزانهٔ مردم بکار گرفته شود اما از ایدهٔ زبان اسپرانتو به عنوان یک زبان کمکی در سراسر اروپا هم حمایت می‌کرد.